# Mistrovství Evropy v basketbalu žen 1981
18. mistrovství Evropy v basketbalu žen proběhlo v dnech 13. – 20. září v italských městech Ancona a Senigallia.
Turnaje se zúčastnilo 12 týmů, rozdělených do dvou šestičlenných skupin. První dvě družstva postoupila do semifinále. Týmy, které skončily na třetím a čtvrtém místě hrály o 5. - 8. místo a týmy na pátém a šestém místě hrály o 9. - 12. místo Mistrem Evropy se stalo družstvo Sovětského svazu.

## Výsledky a tabulky

### Skupina A
|    |            | POL   | YUG   | NED   | ITA   | GER   | FIN   | V | P | Skóre   | B |
| 1. | Polsko     | ***   | 59:56 | 76:35 | 77:55 | 67:71 | 82:65 | 4 | 1 | 361:282 | 9 |
| 2. | Jugoslávie | 56:59 | ***   | 63:43 | 68:67 | 60:62 | 82:72 | 4 | 1 | 329:303 | 9 |
| 3. | Nizozemsko | 35:76 | 43:63 | ***   | 60:59 | 76:46 | 66:63 | 3 | 2 | 280:307 | 8 |
| 4. | Itálie     | 55:77 | 67:68 | 59:60 | ***   | 59:53 | 73:47 | 2 | 3 | 313:305 | 7 |
| 5. | Německo    | 71:67 | 62:60 | 46:76 | 53:59 | ***   | 50:55 | 2 | 3 | 282:317 | 7 |
| 6. | Finsko     | 65:82 | 72:82 | 63:66 | 47:73 | 55:50 | ***   | 1 | 4 | 302:353 | 6 |

 Itálie -  Finsko 73:47 (19:25)
13. září 1981 (15:15) – Ancona
 Německo -  Polsko 71:67 (39:33)
13. září 1981 (18:00) – Ancona
 Jugoslávie -  Nizozemsko 63:43 (39:23)
13. září 1981 (21:15) – Ancona
 Nizozemsko -  Itálie 60:59 (29:38)
14. září 1981 (16:00) – Ancona
 Finsko -  Německo 55:50 (35:19)
14. září 1981 (18:00) – Ancona
 Polsko -  Jugoslávie 59:56 (33:31)
14. září 1981 (21:15) – Ancona
 Nizozemsko - Německo 76:46 (37:26)
15. září 1981 (16:00) – Ancona
 Polsko -  Finsko 82:65 (47:30)
15. září 1981 (18:00) – Ancona
 Jugoslávie -  Itálie 68:67 (31:28)
15. září 1981 (21:15) – Ancona
 Jugoslávie -  Finsko 82:72 (42:53)
16. září 1981 (16:00) – Ancona
 Itálie -  Německo 59:53 (38:33)
16. září 1981 (18:00) – Ancona
 Polsko -  Nizozemsko 76:35 (44:15)
16. září 1981 (21:15) – Ancona
 Německo -  Jugoslávie 62:60 (27:26)
17. září 1981 (15:30) – Ancona
 Nizozemsko -  Finsko 66:63 (32:36)
17. září 1981 (18:00) – Ancona
 Polsko -  Itálie 77:55 (38:23)
17. září 1981 (21:15) – Ancona

### Skupina B
|    |           | URS    | TCH   | BUL    | ROM   | HUN   | SWE   | V | P | Skóre   | B  |
| 1. | SSSR      | ***    | 99:58 | 111:78 | 90:40 | 94:68 | 95:60 | 5 | 0 | 489:304 | 10 |
| 2. | ČSSR      | 58:99  | ***   | 80:66  | 68:56 | 66:67 | 83:49 | 3 | 2 | 355:337 | 8  |
| 3. | Bulharsko | 78:111 | 66:80 | ***    | 73:64 | 71:63 | 66:50 | 3 | 2 | 354:368 | 8  |
| 4. | Rumunsko  | 40:90  | 56:68 | 64:73  | ***   | 58:55 | 63:62 | 2 | 3 | 281:348 | 7  |
| 5. | Maďarsko  | 68:94  | 67:66 | 63:71  | 55:58 | ***   | 82:63 | 2 | 3 | 335:352 | 7  |
| 6. | Švédsko   | 60:95  | 49:83 | 50:66  | 62:63 | 63:82 | ***   | 0 | 5 | 284:389 | 5  |

 ČSSR -  Švédsko 83:49 (38:30)
13. září 1981 (16:15) – Senigallia
 Bulharsko -  Rumunsko 73:64 (37:38)
13. září 1981 (18:00) – Senigallia
 SSSR -  Maďarsko 94:68 (47:29)
13. září 1981 (21:15) – Senigallia
 Bulharsko -  Švédsko 66:50 (32:28)
14. září 1981 (16:00) – Senigallia
 SSSR -  Rumunsko 90:40 (48:20)
14. září 1981 (18:00) – Senigallia
 Maďarsko -  ČSSR 67:66 (37:43)
14. září 1981 (21:15) – Senigallia
 Bulharsko -  Maďarsko 71:63 (41:34)
15. září 1981 (16:00) – Senigallia
 Rumunsko -  Švédsko 63:62 (36:36)
15. září 1981 (18:00) – Senigallia
 SSSR -  ČSSR 99:58 (50:28)
15. září 1981 (21:15) – Senigallia
 Rumunsko -  Maďarsko 58:55 (25:25)
16. září 1981 (16:00) – Senigallia
 SSSR -  Švédsko 95:60 (49:29)
16. září 1981 (18:00) – Senigallia
 ČSSR -  Bulharsko 80:66 (35:27)
16. září 1981 (21:15) – Senigallia
 Maďarsko -  Švédsko 82:63 (35:43)
17. září 1981 (16:00) – Senigallia
 SSSR -  Bulharsko 111:78 (61:42)
17. září 1981 (18:00) – Senigallia
 ČSSR -  Rumunsko 68:56 (39:25)
17. září 1981 (21:15) – Senigallia

### Semifinále
SSSR -  Jugoslávie 94:60 (48:33)
19. září 1981 (21:00)
 Polsko -  ČSSR 72:60 (37:32)
19. září 1981 (21:10)

### Finále
SSSR -  Polsko 85:42 (40:24)
20. září 1981 (21:00) – Ancona

### O 3. místo
ČSSR -  Jugoslávie 76:74 (35:39)
20. září 1981 (18:00) – Ancona

### O 5. - 8. místo
Bulharsko -  Itálie 82:66 (42:32)
19. září 1981 (15:25)
 Nizozemsko -  Rumunsko 56:51 (26:28)
19. září 1981 (17:15)

### O 5. místo
Bulharsko -  Nizozemsko 80:65 (41:33)
20. září 1981 (15:15)

### O 7. místo
Itálie -  Rumunsko 72:66 (36:30)
20. září 1981 (17:30)

### O 9. - 12. místo
Maďarsko -  Finsko 92:46 (48:25)
19. září 1981 (16:00)
 Německo -  Švédsko 69:67 (35:29)
19. září 1981 (21:15) – Senigallia

### O 9. místo
Maďarsko -  Německo 76:46 (40:25)
20. září 1981 (15:30)

### O 11. místo
Švédsko -  Finsko
70:68 (39:36)
20. září 1981 (11:00) – Senigallia

## Soupisky
3.  ČSSR
| - Dana Klimešová - Pavla Podivínová - Anna Součková - Ivana Třešňáková | - Alena Weiserová - Hana Zarevúcká - Eva Hlaváčová - Ludmila Komeštíková | - Ľudmila Chmelíková - Hana Brůhová - Jana Menclová - Věra Pauchová - Trenéři: Alois Brabec |

## Konečné pořadí
| Pořadí           | Tým        | Z | V | P | Skóre   | B  |
| ---------------- | ---------- | - | - | - | ------- | -- |
| Zlatá medaile    | SSSR       | 7 | 7 | 0 | 668:406 | 14 |
| Stříbrná medaile | Polsko     | 7 | 5 | 2 | 475:427 | 12 |
| Bronzová medaile | ČSSR       | 7 | 4 | 3 | 491:483 | 11 |
| 4.               | Jugoslávie | 7 | 3 | 4 | 463:473 | 10 |
| 5.               | Bulharsko  | 7 | 5 | 2 | 516:499 | 12 |
| 6.               | Nizozemsko | 7 | 4 | 3 | 401:438 | 11 |
| 7.               | Itálie     | 7 | 3 | 4 | 451:453 | 10 |
| 8.               | Rumunsko   | 7 | 2 | 5 | 398:476 | 9  |
| 9.               | Maďarsko   | 7 | 4 | 3 | 503:444 | 11 |
| 10.              | Německo    | 7 | 3 | 4 | 397:460 | 10 |
| 11.              | Švédsko    | 7 | 1 | 6 | 421:526 | 8  |
| 12.              | Finsko     | 7 | 1 | 6 | 416:515 | 8  |